# VdB 7
vdB 7 est une petite nébuleuse diffuse, visible dans la constellation de Cassiopée.
Elle est située à environ 3° au nord-est de l'étoile ι Cassiopeiae, qui, étant de magnitude 4,6, est clairement visible même à l'œil nu dans un ciel sombre. Son observation est sévèrement pénalisée en raison de l'étoile RZ Cassiopeiae, une étoile variable à éclipses blanche de classe spectrale A3 facilement identifiable même avec des jumelles, étant de magnitude 6 : la nébuleuse est située à quelques minutes d'arc au sud de cette étoile. L'étoile éclairante ne serait en réalité pas RZ Cassiopeiae, mais une étoile beaucoup plus faible, de magnitude 11. Sur le bord sud-est se trouve une partie non éclairée, qui apparaît comme une fine bande sombre.